# 方丹港
方丹港（法語：Fontaine-le-Port，法語發音：[fɔ̃tɛn lə pɔʁ] ⓘ）是法国塞纳-马恩省的一个市镇，属于默伦区。

## 地名
“方丹”（Fontaines）意为“泉”。法语地名通名在“枫丹白露”（Fontainebleau）等少数拥有传统译名的地名中译作“枫丹”，不过在《世界地名翻译大辞典》、《世界地名译名词典》和《法国地图册》等主流地名译名类书籍资料中多译作“方丹”。

## 地理
方丹港（48°29'16"N, 2°45'51"E）面积7.89 平方千米，位于法国法蘭西島大區塞纳-马恩省，该省份为法国北部内陆省份，北起瓦兹省，西接埃松省、马恩河谷省、塞纳-圣但尼省和瓦兹河谷省，南至卢瓦雷省，东南接约讷省，东临马恩省和奥布省，东北接埃纳省。
与方丹港接壤的市镇（或旧市镇、城区）包括：塞纳河畔萨穆瓦、锡夫里-库尔特里、布瓦勒鲁瓦、沙特雷特、布里地区勒沙泰勒、费里西、埃里西。
方丹港的时区为UTC+01:00、UTC+02:00（夏令时）。

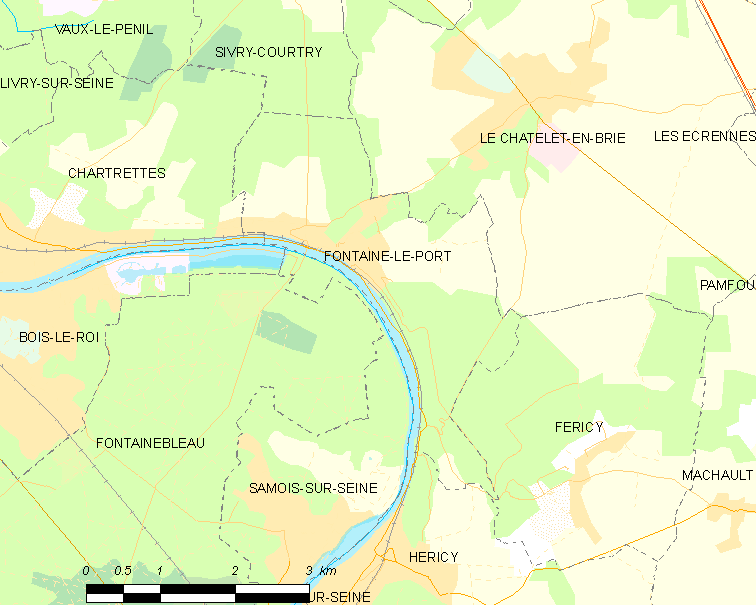
方丹港的OSM定位图

## 行政
方丹港的邮政编码为77590，INSEE市镇编码为77188。

## 政治
方丹港所属的省级选区为楠日县。

## 人口

1962-2008年间方丹港人口变化图示

方丹港于2022年1月1日时的人口数量为1014人。